# Joe Knollenberg
Joseph "Joe" Knollenberg, född 28 november 1933 i Mattoon, Illinois, död 6 februari 2018 i Troy, Michigan, var en amerikansk republikansk politiker. Han var ledamot av USA:s representanthus 1993-2009. Han representerade Michigans elfte kongressdistrikt fram till 2003 och därefter Michigans nionde.
Knollenberg utexaminerades 1955 från Eastern Illinois University. Han tjänstgjorde i USA:s armé 1955-1957. Han var sedan verksam inom försäkringsbranschen.
Knollenberg blev invald i representanthuset i kongressvalet 1992. Han omvaldes åtta gånger. Knollenberg fick sedan se sig besegrad i kongressvalet i USA 2008. Demokraten Gary Peters fick 52% av rösterna mot 43% för Knollenberg. Eutanasiförespråkaren Jack Kevorkian kom på tredje plats med 2,6% av rösterna.